# Namo Rambe (plaats)
Namo Rambe is een bestuurslaag in het regentschap Deli Serdang van de provincie Noord-Sumatra, Indonesië. Namo Rambe telt 2035 inwoners (volkstelling 2010).